# Megan Ward
 (novembre 2023).
Si vous disposez d'ouvrages ou d'articles de référence ou si vous connaissez des sites web de qualité traitant du thème abordé ici, merci de compléter l'article en donnant les références utiles à sa vérifiabilité et en les liant à la section « Notes et références ».
Megan Marie Ward est une actrice américaine, née le 24 septembre 1969 à Los Angeles. Elle est connue pour avoir interprété pendant quatre années le rôle de Kate Howard dans la série Hôpital central.

## Biographie
Après avoir débuté dans des films sortis directement en vidéo ou dans des séries télévisées, Ward joue ses premiers rôles importants au cinéma dans California Man et La Cité des monstres. Ensuite, elle apparaît durant neuf épisodes de la série La Vie à cinq.
Au milieu des années 1990, malgré quelques apparitions dans les séries télévisées, elle continue à porter des rôles dans le cinéma de seconde zone, notamment dans la branche du film d'horreur. Elle fait une apparition dans un épisode de la série Friends (Celui qui se sacrifiait) où elle joue une collègue de Rachel Green. Elle continue sa carrière en interprétant des secondes rôles au cinéma ou en jouant dans des séries.

## Filmographie
Sauf indication contraire, les informations mentionnées dans cette section peuvent être confirmées par la base de données cinématographiques IMDb,  présente dans la section « Liens externes ».

### Cinéma
- 1990 : Synthoïd 2030 (en) (Crash and Burn) de Charles Band : Arren
- 1991 : Future Cop 2 (en) (Trancers II) de Charles Band : Alice Stillwell
- 1991 : Goodbye Paradise de Dennis Christianson et Tim Savage : Sharon jeune
- 1992 : California Man (Encino Man) de Les Mayfield : Robyn Sweeney
- 1992 : Amityville 1993 : Votre heure a sonné ( Amityville 1992: It's about time) de Tony Randel : Lisa Sterling
- 1992 : Future cop 3 (en) (Trancers III) de C. Courtney Joyner : Alice Stillwell
- 1993 : Arcade de Albert Pyun : Alex Manning
- 1993 : La Cité des monstres (Freaked) de Alex Winter et Tom Stern : Julie
- 1994 : PCU (en) de Hart Bochner : Katy
- 1995 : La Tribu Brady (The Brady Bunch Movie) de Betty Thomas : Donna Leonard
- 1995 : Une virée d'enfer (Glory Daze) de Rich Wilkes : Joanie
- 1996 : Bienvenue chez Joe (Joe's Apartment) de John Payson : Lily Dougherty
- 1999 : Say You'll Be Mine de Brad Kane : Melanie
- 2000 : Tick Tock de Kevin Tenney : Rachel Avery
- 2003 : Mirror Man (court métrage) de Thomas C. Grane : Cheryl Parker
- 2005 : Complete Guide to Guys de Jeff Arch : Kelly
- 2007 : Waking Dreams de Deepika Daggubati : Rebecca
- 2010 : The Invited de Ryan McKinney : Michelle Halliam
- 2023 : Teller's Camp de Jared Zabel : Kate Teller

### Télévision

#### Séries télévisées
- 1990 : What a Dummy (en) : Tracy (saison 1, épisode 10)
- 1990 : Loin de ce monde (Out of This World) : Kimberly (saison 4, épisode 10)
- 1991 : Sons and Daughters (en) : DIDI (saison 1, épisode 4)
- 1993 : Promo 96 (en) (Class of '96) : Patty Horvath (17 épisode)
- 1994 : Winnetka Road (en) : Nicole Manning (6 épisodes)
- 1994 : La loi de la Nouvelle-Orléans (en) (Sweet Justice) : Dedra (saison 1, épisode 3)
- 1994-1995 : La Vie à cinq (Party of Five) : Jill Holbrook (9 épisodes)
- 1995 : Le Célibataire (en) (The Single Guy) : Monica (saison 1, épisode 3)
- 1996-1997 : Dark Skies : L'Impossible Vérité : Kimberly Sayers (18 épisodes)
- 1997-1998 : Melrose Place : Connie Rexroth (7 épisodes)
- 1998 : Four Corners (en) : Kate Wyatt (5 épisodes)
- 1998 : Fantasy Island (en) : Ashley Gable (saison 1, épisode 9)
- 1999 : Jesse : April (saison 1, épisode 13)
- 1999 : Friends : Nancy (saison 5, épisode 18)
- 1999-2000 : Sports Night : Pixley Robinson (saison 2, épisode 9 et saison 2, épisode 10)
- 2001 : Les âmes damnées (en) (All Souls) : ? (épisode pilote)
- 2002-2003 : Boomtown : Kelly Stevens (8 épisodes)
- 2003 : À la Maison-Blanche (The West Wing) : Jane (saion 4, épisode 12)
- 2003-2010 : Les Experts ( CSI: Crime Scene Investigation) : Audrey Hilden / Lisa Adams (saison 3, épisode 19 et saison 11, épisode 8)
- 2004 : FBI : Portés disparus (Without a Trace) : Hillary Sterling (saison 2, épisode 13)
- 2004 : Century : ? (saison 1, épisode 8)
- 2004 : Summerland : Karen Westerly ([[Saison 1 de Summerland#Épisode 1 : Une nouvelle vie [1/2]|épisode pilote]])
- 2004 : Kevin Hill : Heather Valerio (saison 1, épisode 7)
- 2004 : NCIS : Enquêtes spéciales : Laura Rowans (saison 2, épisode 9)
- 2004 : Boston Justice (Boston Legal) : Susan May (saison 1, épisode 10)
- 2005 : Les Experts : Miami (CSI: Miami) : Jennie Hale (saison 3, épisode 22)
- 2005 : Urgences (ER) : Judy Anderson (saison 12, épisode 4)
- 2005 : Sept à la maison (7th Heaven) : Sally (saison 10, épisode 8)
- 2005 : Sleeper Cell : Angela Fuller (4 épisodes)
- 2007-2020 : Hôpital central (General Hospital) : Kate Howard (366 épisodes
- 2010 : Ghost Whisperer : Daisy Manning (saison 5, épisode 11)
- 2011 : Les Experts : Manhattan (CSI: NY)[1] : Annie Cartland (saison 7, épisode 15)

#### Téléfilms
- 1995 : Naomi & Wynonna: Love Can Build a Bridge (en) de Bobby Roth : Ashley Judd
- 1996 : Voice from the Grave (en) de David Jackson : Renee Perkins
- 1998 : Acrophobie (en) (Don't Look Down) de Larry Shaw : Carla Engel
- 2000 : Classé X (Rated X) de Emilio Estevez : Meredith
- 2003 : Mr. Ambassador de Victor Levin : Amy
- 2004 : Innocence suspecte (Murder Without Conviction) de Kevin Connor : Christine Bennett
- 2018 : Quand ma fille se met en danger... (Party Mom) de Michael Feifer : Caroline